# マイケル・カレン
サー・マイケル・ジョン・カレン（Sir Michael John Cullen、KNZM、1945年2月5日 - 2021年8月19日）は、ニュージーランドの元政治家、経済学者、歴史家。ニュージーランド・ポスト会長。

## 来歴

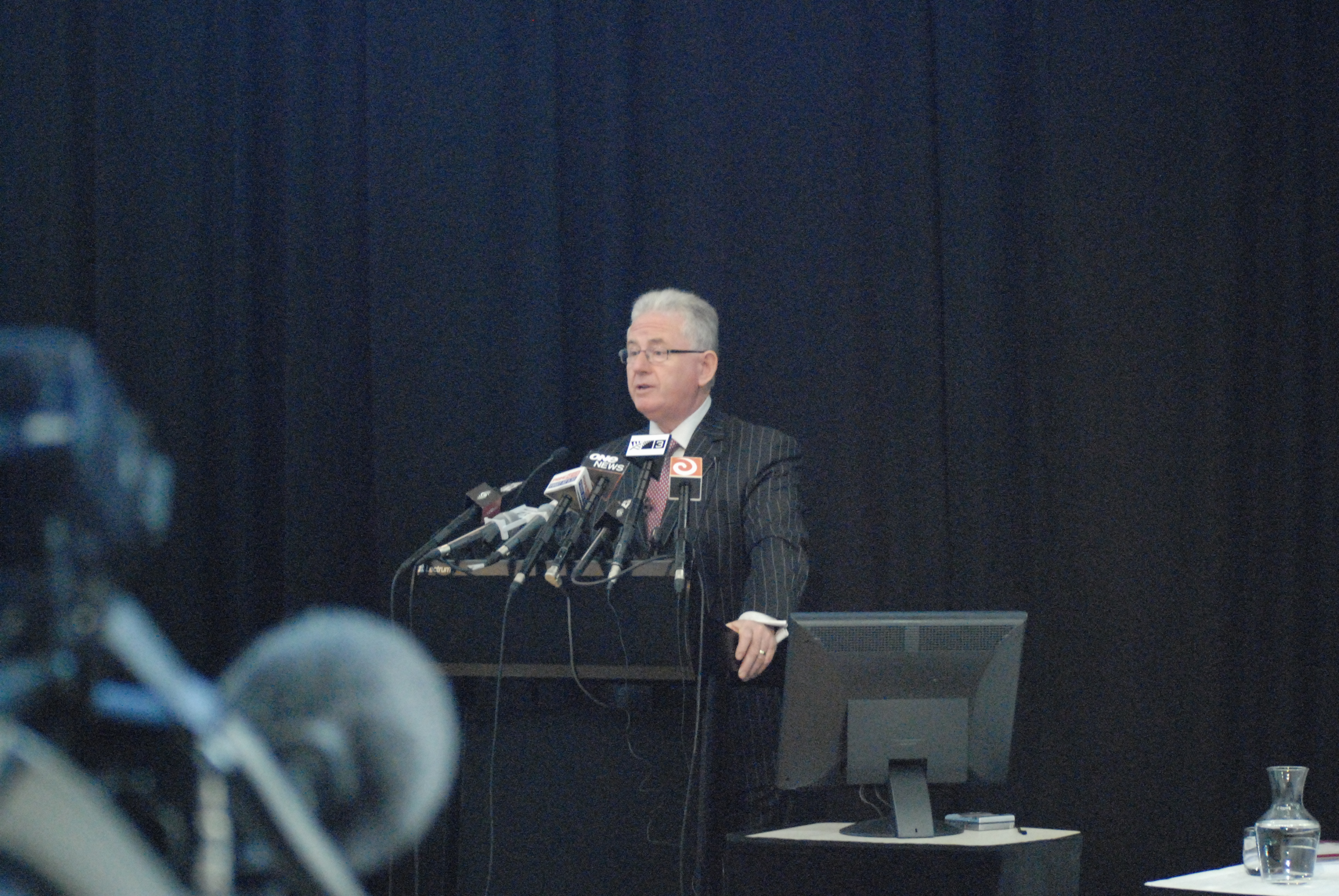
2008年度予算案について会見に応じるカレン（2008年）

ロンドン出身。幼少期にニュージーランドへ移住しクライストチャーチの名門クライスト・カレッジ卒業。カンタベリー大学へ進学し修士号（専攻は歴史学）を取得。コモンウェルス奨学生としてエジンバラ大学へ留学しPh.D.を取得（専攻は社会経済史）。スターリング大学助教授、オタゴ大学講師（1971年 - 1981年）、オーストラリア国立大学客員研究員（1975年 - 1976年）を経て、1974年にニュージーランド労働党へ入党。1981年にセント・キルダ（St Kilda）地区より出馬し、議会選挙に当選する。以降、1996年まで同選挙区で議席を獲得し、1996年はダニーデン・サウス地区へ移る。1999年より比例名簿入り。1984年に院内幹事に就任以降、財務副大臣、社会福祉大臣、高等教育大臣などの要職を歴任。
ニュージーランド労働党副党首に就任し（1996年 - 2008年）、ヘレン・クラーク政権下で副首相・財務大臣・ワイタンギ条約担当大臣を務める。クラーク政権で9年間にわたり経済政策を指揮した。
2008年の総選挙対策で減税を行い、幅広い支持層の獲得に善戦するもニュージーランド国民党に敗北し、選挙後に副党首を辞任した。翌2009年4月に政界を引退する。2009年11月にニュージーランド・ポスト副会長に就任。2010年11月に同会長に昇格。2013年11月に再任。
2009年にオタゴ大学より名誉法学博士号を授与される。2012年6月に30年間にわたる政治家としての功績を評価され、エリザベス2世よりナイトの勲位を授与され、サー (Sir) の称号を得る。
経済政策通の論客として知られた政治家。ロウソン夫人との間に2女。
2020年3月に肺癌であることを公表。2021年8月19日に肺癌で死去。